# شط المخلفة (القفر)

تعديل مصدري - تعديل

شط المخلفة محلة تابعة لقرية الحمرورة، التابعة لعزلة بني عمر السافل بمديرية القفر إحدى مديريات محافظة إب في الجمهورية اليمنية، بلغ تعداد سكانها 21 حسب تعداد اليمن لعام 2004.